# Marcel Bozzuffi
Marcel Bozzuffi (Rennes, 28 de outubro de 1928 – Paris, 2 de fevereiro de 1988) foi um ator francês.
Internacionalmente, ele apareceu como um assassino de aluguel no filme americano vencedor do Oscar The French Connection . Em 1963, ele se casou com a atriz francesa Françoise Fabian .

## Filmografia parcial
- 1955: Le Fils de Caroline chérie de Jean Devaivre
- 1956: La Meilleure Part de Yves Allégret
- 1956: La Bande à papa de Guy Lefranc
- 1957: Reproduction interdite ou Meurtre à Montmartre de Gilles Grangier
- 1960: Le Caïd de Bernard Borderie
- 1961: Le Sahara brûle de Michel Gast
- 1961: Tintin et le mystère de la Toison d'or de Jean-Jacques Vierne